# Sebastian Gorzny
Sebastian Gorzny (* 24. Januar 2004 in Fountain Valley, Kalifornien) ist ein US-amerikanischer Tennisspieler.

## Persönliches
Nach einem Juniorenturnier 2019 lag Gorzny wegen eines Mückenstichs vier Tage lang im Koma.

## Karriere
Gorzny besuchte die Evert Tennis Academy als Highschool. Er spielte bis 2022 auf der ITF Junior Tour. In der Jugend-Rangliste erreichte er mit Rang 38 seine höchste Notierung. Sein einziges Grand-Slam-Turnier spielte er Mitte 2022 in Wimbledon, wo er im Einzel das Achtelfinale erreichte. Im Doppel schaffte er überraschend mit Alex Michelsen den Finaleinzug, wo sie auch die an fünf gesetzte Paarung schlugen. Das war auch sein letztes Turnier als Junior.
Mitte des Jahres begann er ein Studium an der Texas Christian University, wo er auch College Tennis spielte. Bei den Profis spielte er im Einzel erst drei Turniere auf der ITF Future Tour, wo er nur ein Match gewinnen konnte. Den ersten Einsatz auf der ATP Tour hatte Gorzny durch eine Wildcard, die er für seinen Wimbledon-Sieg zugesprochen bekam, im Doppel der US Open, als er mit Michelsen in der ersten Runde gegen die favorisierte Paarung aus Kolumbien Juan Sebastián Cabal und Robert Farah verloren. In der Tennisweltrangliste hat er sich durch einen Punkt im Einzel platziert.